# Erilophodes wagneri
Erilophodes wagneri är en fjärilsart som beskrevs av Le Moult 1911. Erilophodes wagneri ingår i släktet Erilophodes och familjen mätare. Inga underarter finns listade i Catalogue of Life.